# Anacharsis Cloots
Jean-Baptiste du Val-de-Grâce, barone de Cloots meglio conosciuto come Anacharsis Cloots (o Clootz) (Kleve, 24 giugno 1755 – Parigi, 24 marzo 1794) è stato un nobile e rivoluzionario prussiano.
Cosmopolita, simpatizzante dell'illuminismo radicale e fautore della repubblica universale, ebbe un ruolo rilevante durante la Rivoluzione francese. Era soprannominato l'"oratore del genere umano", il "cittadino dell'umanità" e, per il suo ateismo, il "nemico personale di Dio e di Gesù Cristo".

## Biografia

### Primi anni
Nato nei pressi di Kleve, al castello di Gnadenthal, Cloots apparteneva ad una nobile famiglia prussiana di origini olandesi. Il giovane Cloots, erede di un'enorme fortuna, si trasferì all'età di undici anni a Parigi per motivi di studio, e in questo periodo, fu attratto dalle idee di suo zio, Cornelius de Pauw (1739-1799), filosofo, geografo e diplomatico alla corte di Federico II di Prussia. Suo padre lo mise in un'accademia militare a Berlino ma lui l'abbandonò all'età di vent'anni e iniziò a viaggiare per l'Europa, predicando la sua rivoluzionaria filosofia e spendendo denaro per i propri piaceri.
Allo scoppio della Rivoluzione, Cloots tornò a Parigi nel 1789, credendo quella come l'occasione propizia per realizzare il suo sogno: creare una famiglia universale di nazioni. Il 19 giugno 1790, si presentò al bar dell'Assemblea nazionale costituente a capo di un gruppo di trentasei persone di varie nazionalità, e, nel nome di quella ambasciata della razza umana, dichiarò che il mondo aderiva alla Dichiarazione dei diritti dell'uomo e del cittadino. Dopo questo episodio, fu conosciuto come oratore della razza umana, come egli si faceva chiamare, lasciando cadere il titolo di barone, e sostituendo i suoi nomi di battesimo con quello di Anacharsis, dal famoso romanzo filosofico di Jean-Jacques Barthélemy.
Nel 1792, mise a disposizione della repubblica francese 12.000 livre per reclutare quaranta o cinquanta combattenti per la causa dell'uomo contro la tirannia. Dopo il 10 agosto, supportò nuove idee e si auto-dichiarò "nemico personale di Gesù Cristo", abiurando tutte le religioni rivelate.

### Convenzionale
Nello stesso mese gli furono concessi i diritti annessi alla cittadinanza francese, pur non assumendola mai; e, essendo stato eletto in settembre alla Convenzione nazionale, votò a favore della condanna a morte di Luigi XVI, giustificandolo nel nome della razza umana, e fu attivo nella guerra di propaganda e per la scristianizzazione della Francia, tra i giacobini rappresentando una posizione di minoranza. Fortemente anticlericale e anticattolico, ostile alla religione e al cristianesimo in particolare, era principalmente ammiratore di Mirabaud (il barone d'Holbach), di Voltaire, di Diderot e soprattutto del celebre "prete ateo" e proto-socialista Jean Meslier; sostenne il culto della Ragione e propose l'erezione di un monumento a Meslier da realizzare a Parigi. Come presidente dei Giacobini, votò contro la messa in stato d'accusa di Marat, che fu il suo successore.

### Esecuzione
Escluso su insistenza di Maximilien Robespierre dal club dei Giacobini, rimase uno straniero agli occhi di molti. Quando il comitato di salute pubblica, sotto la direzione di Robespierre, mosse accuse di tradimento nei confronti degli hébertisti o "esagerati" (perdipiù Cordiglieri estremisti contrapposti ai dantoniani anch'essi falcidiati dai processi), anche Cloots fu implicato nelle accuse. Anche se la sua innocenza era manifesta, fu condannato e successivamente ghigliottinato il 24 marzo 1794. Fu seguito al patibolo da Vincent, Ronsin, Momoro e il resto della dirigenza di Hébert, di fronte ad un'enorme folla riunita per l'esecuzione pubblica.

## Pensiero
Cloots fu un pensatore politico originale che realizzò una sua personale interpretazione del significato della Rivoluzione francese. Era un sostenitore dello Stato mondiale, e credeva che la Rivoluzione potesse promuovere una mentalità più aperta e internazionalista. Immaginò le istituzioni dello Stato mondiale sulla falsariga di quelle della Repubblica rivoluzionaria francese. Il pensiero di Cloots fu espresso in diverse opere, soprattutto in Bases constitutionnelles de la République du genre humain.

## Opere
- La Certitude des preuves du mahométisme (Londra, 1780), pubblicato sotto lo pseudonimo di Ali-GurBer, in risposta al Certitude des preuves du christianisme di Nicolas-Sylvestre Bergier
- L'Orateur du genre humain, ou Dépêches du Prussien Cloots au Prussien Herzberg (Parigi, 1791)
- La République universelle ou adresse aux tyrannicides (1792).
- Adresse d'un Prussien à un Anglais (Paris, 1790), 52 p.
- Bases constitutionnelles de la République du genre humain (Parigi, 1793), 48 p.
- Voltaire triomphant ou les prêtres déçus (178?), 30 p. Attributed to Cloots.
- Discours prononcé à la barre de l'Assemblée nationale par M. de Cloots, du Val-de-Grâce,... à la séance du 19 juin 1790 (1790), 4 p.